# Suiyi
Suiyi (kinesiska: 遂意乡, 遂意) är en socken i Kina. Den ligger i den autonoma regionen Guangxi, i den södra delen av landet, omkring 120 kilometer norr om regionhuvudstaden Nanning. Antalet invånare är 18532. Befolkningen består av 9 015 kvinnor och 9 517 män. Barn under 15 år utgör 16,0 %, vuxna 15-64 år 68 %, och äldre över 65 år 15,0 %.
Genomsnittlig årsnederbörd är 1 829 millimeter. Den regnigaste månaden är juni, med i genomsnitt 333 mm nederbörd, och den torraste är februari, med 41 mm nederbörd.